# آزپان
آزپان ترکیبی آلی با فرمول شیمیایی (CH۲)۶NH است. این ماده به صورت مایع بی‌رنگ است. آزپان یک آمین نوع دومِ حلقوی محسوب می‌شود که پیش‌ساز چندین دارو و آفت کش است. به وسیله هیدروژن‌کافت جزئی هگزامتیلن‌دی‌آمین تولید می‌شود.
مانند بسیاری از آمین‌ها، با کربن دی‌اکسید واکنش نشان می‌دهد.

## همچنین ببینید
- آزپین